# Wichmann von Seeberg
Wichmann von Seeberg (anche von Seeburg) (... – Könnern, 25 agosto 1192) è stato un arcivescovo cattolico tedesco.

## Biografia

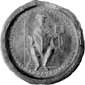
Sigillo dell'arcivescovo Wichmann

Dal 1148 fu vescovo di Naumburg; nel 1152 fu eletto, con l'appoggio dell'imperatore Federico I Barbarossa, arcivescovo di Magdeburgo, nomina che venne poi convalidata da papa Anastasio IV.
Fu un fervente sostenitore dell'imperatore nella lotta contro papa Alessandro III e nel 1177 negoziò, a nome di Federico, la pace di Venezia, che concluse la guerra tra i comuni lombardi e l'impero.
Diede impulso alla colonizzazione nei territori dei Vendi e fondò la città di Jüteborg. Promosse, inoltre, la codificazione del diritto di Magdeburgo
È sepolto nel duomo di Magdeburgo.